# 查塔姆航空

查塔姆航空是一家以紐西蘭查塔姆群島為基地的地區性航空公司。查塔姆航空公司成立于1986年，運營查塔姆群島至紐西蘭南島與北島之間的航綫。查塔姆航空公司 的基地位于查塔姆群島上的圖塔機場，其他主要機場為位于紐西蘭首都的惠靈頓國際機場。

## 目的地
截止2007年9月，查塔姆航空公司擁有以下航綫：
- 紐西蘭
  - 查塔姆群島基地
  - 基督城
  - 威靈頓
  - 奧克蘭

此外，查塔姆航空公司也使用50座的Convair580支綫客機代理斐濟航空公司往來蘇瓦與楠迪、蘇瓦與兰巴萨以及斐濟蘇瓦與圖瓦盧富纳富提之間的航綫。東加航空公司往來斐濟楠迪與東加瓦瓦烏的航綫。

## 機隊

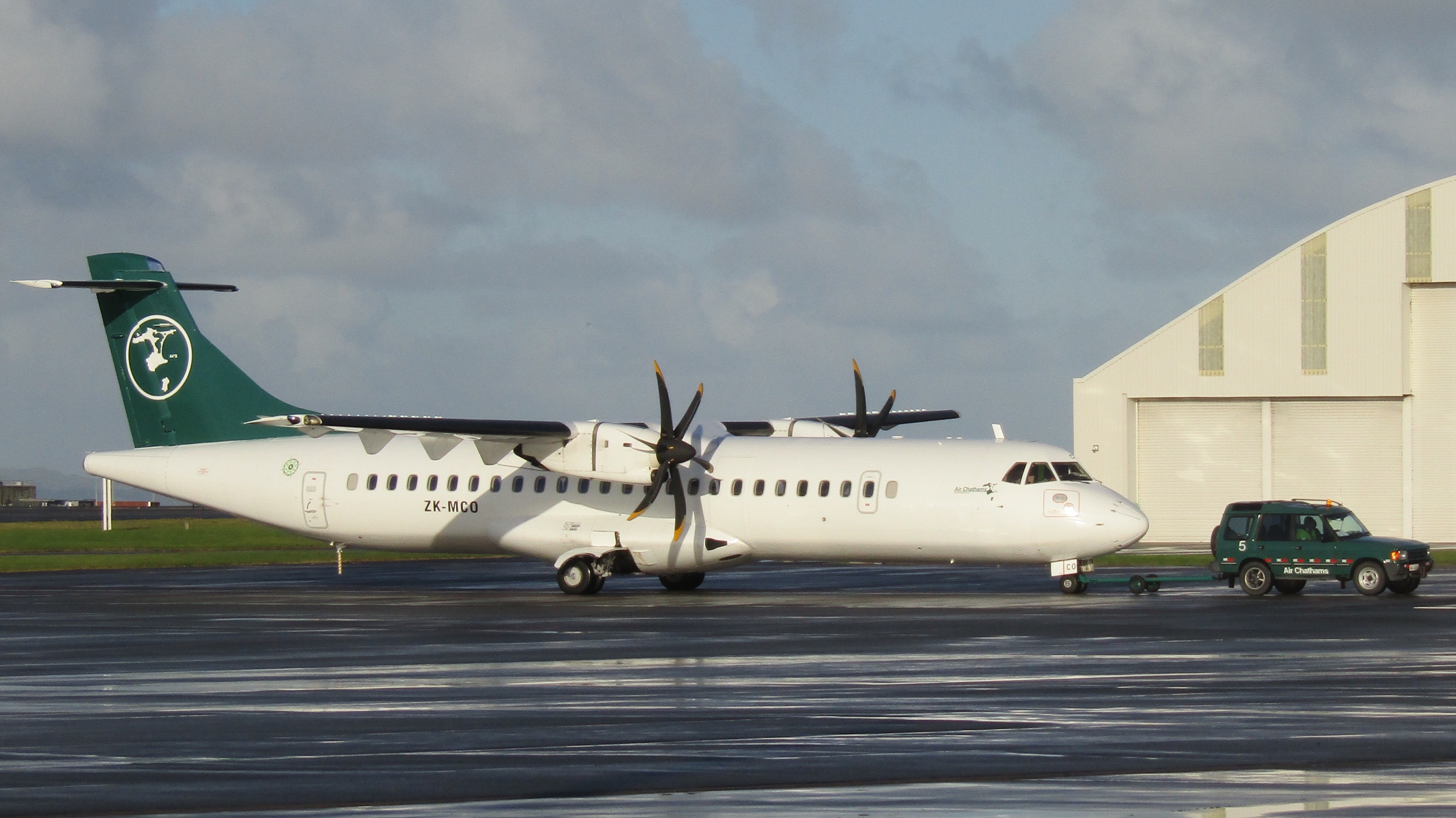
查塔姆航空的ATR 72客機。

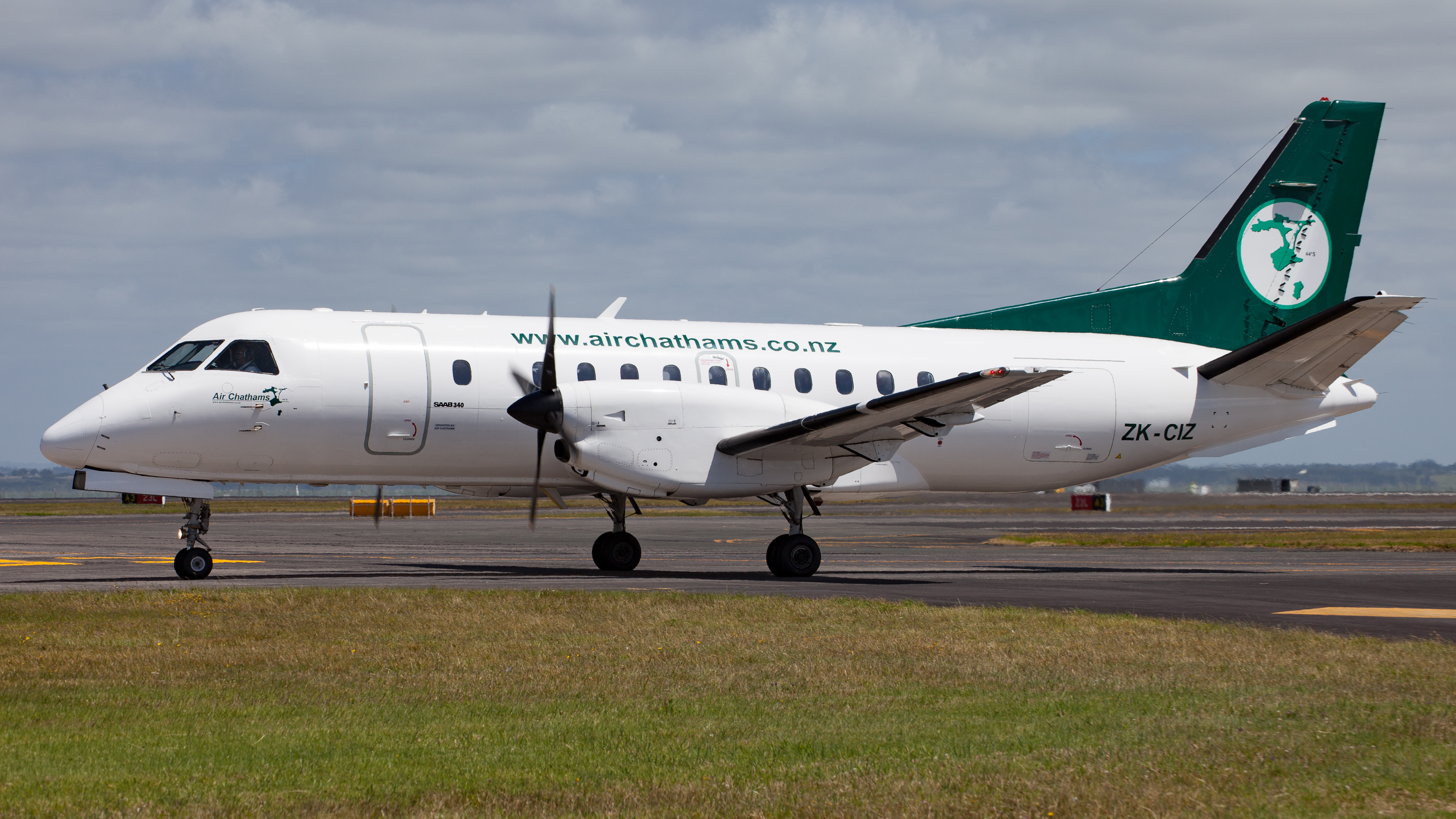
查塔姆航空的Saab 340客機。

截止2025年8月，查塔姆航空公司擁有以下飛機：
| 機型    | 服役中 | 訂購中 | 載客量   | 備註 |
| ATR 72  | 2      | —      | 68       |      |
| 薩博340 | 6      | —      | 34/Cargo |      |
| Total   | 8      | 0      |          |      |

## 外部連結
- 查塔姆航空公司 （页面存档备份，存于）